# استان‌های الجزایر

فهرست استان‌های الجزایر
1. استان ادرار
2. استان عین الدفلی
3. استان عین تموشنت
4. استان الجزیره
5. استان عنابه
6. استان باتنه
7. استان بشار
8. استان بجایه
9. استان بسکره
10. استان البلیده
11. استان برج بوعریریج
12. استان بویره
13. استان بومرداس
14. استان الشلف
15. استان تیارت
16. استان جلفه
17. استان البیض
18. استان الوادی
19. استان الطارف
20. استان غردایه
21. استان قالمه
22. استان الیزی
23. استان جیجل
24. استان خنشله
25. استان الاغواط
26. استان مدیه
27. استان میله
28. استان مستغانم
29. استان مسیله
30. استان معسکر
31. استان نعامه
32. استان وهران
33. استان ورقله
34. استان ام‌البواقی
35. استان تلمسان
36. استان سعیده
37. استان سطیف
38. استان سیدی بلعباس
39. استان سکیکده
40. استان سوق اهراس
41. استان تمنراست
42. استان تبسه
43. استان تی‌پازه
44. استان تندوف
45. استان عین الدفلی
46. تسمسیلت
47. استان تیزی وزو
48. استان غلیزان